# كيتا

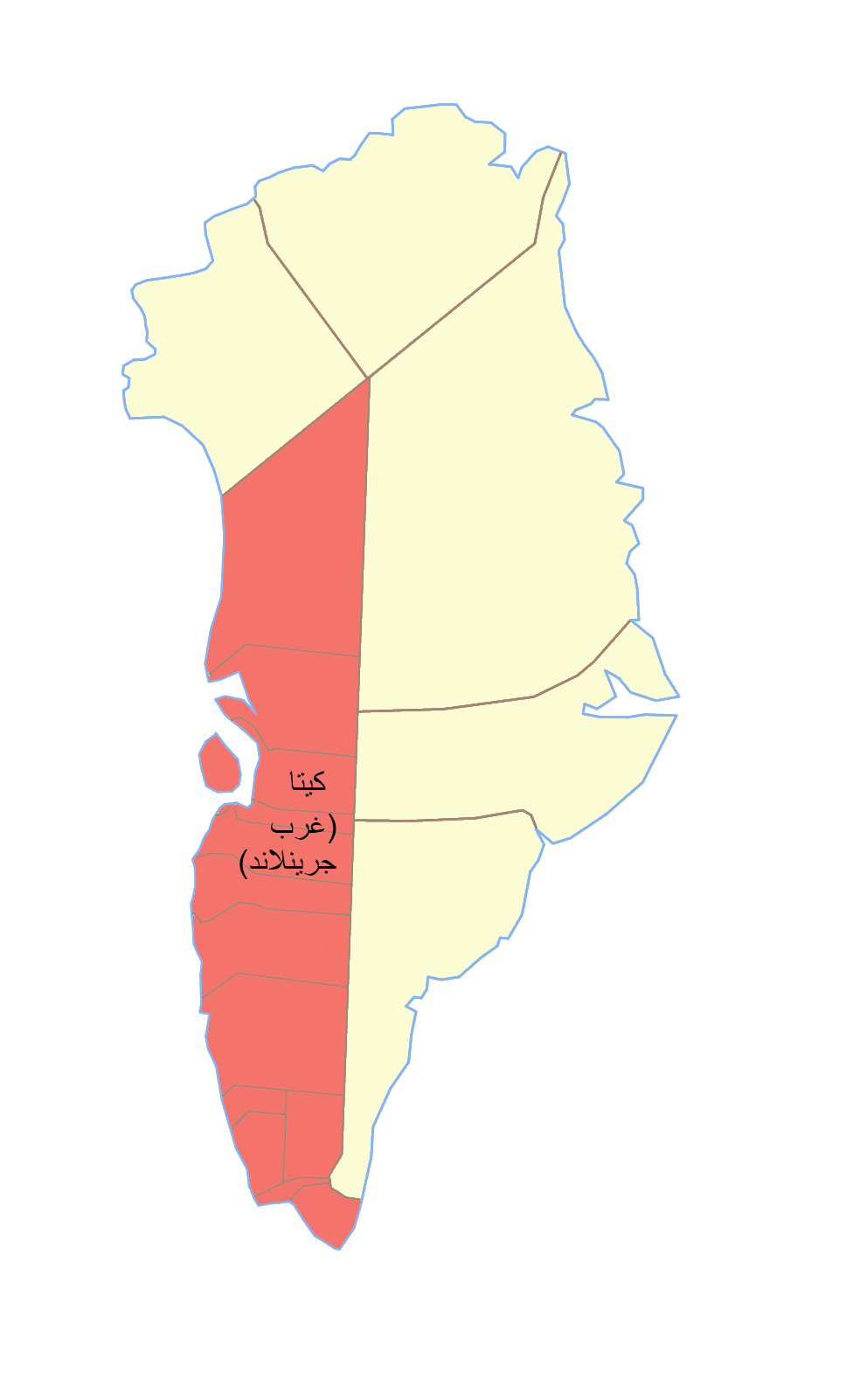
خريطة كيتا (غرب جرينلاند)

كيتا (وكانت تسمى سابقا غرب جرينلاد) هي تقسيم إداري سابق في جرينلاند . كانت إلى حد بعيد أكثر المناطق اكتظاظًا بالسكان ، حيث يعيش فيها ما يقرب من 90 ٪ من إجمالي السكان في جرينلاد. وبعد أن حصلت جرينلاند على الحكم الذاتي في عام 1979 تغيرت التقسيمات الإدارية وأصبحت تعتمد على المناطق الإحصائية ( أي عدد السكان في المنطقة).
يحدها من الغرب خليج بافين ومضيق ديفيس وبحر لابرادور وشمال المحيط الأطلسي. وإلى الشرق منها تقع مقاطعة تونو .
تقع جميع بلديات جرينلاد في غرب جرينلاند باستثناء ثلاث منها. البلديات هي (بالترتيب الجغرافي من الجنوب إلى الشمال):
- نانورتالك
- كاكورتوك
- نارساك
- إيفيتوت
- باميوت
- نوك
- مانيتسوك
- سيسيميوت
- كانجادسياك
- آسيات
- كازيغيانغوت
- إيلوليسات
- كيكيرتارسواك
- أوماناق
- آبرناويك